# Ernest August Hellmuth von Kiesenwetter
Ernest August Hellmuth von Kiesenwetter (ur. 5 listopada 1820 w Dreźnie, zm. 18 marca 1880 tamże) – niemiecki prawnik i entomolog, specjalizujący się w koleopterologii.

## Życiorys
Ernest August Hellmuth von Kiesenwetter urodził się 5 listopada 1820 roku w Dreźnie.
Podczas nauki w szkole średniej w Budziszynie zainteresował się entomologią i zaczął kolekcjonować motyle . W 1840 roku rozpoczął studia prawnicze na Uniwersytecie w Lipsku, równolegle rozwijając swoją pasję entomologiczną, w czym wspierali go przyrodnik Gustav Kunze (1793–1851) i entomolog Hermann Rudolf Schaum (1819–1865) . Jego zainteresowania skupiły się na koleopterologii . W latach 40. XIX w. zaczął publikować artykuły entomologiczne – w 1842 roku w „Stettiner Entomologische Zeitung” ukazała się jego pierwsza praca poświęcona Colymbetes consputus, a potem około dwudziestu artykułów koleopterologicznych . 
W 1843 roku zdał prawniczy egzamin państwowy i podjął pracę w administracji publicznej . Początkowo pracował w Budziszynie (1847–1851), następnie w Dreźnie i później w Lipsku . W 1854 roku został radcą (niem. Regierungsrat) w powiecie lipskim . Od 1871 roku pracował jako tajny radca (niem. geheimer Regierungsrat) w królewskim ministerstwie ds. wewnętrznych w Dreźnie . 
W 1852 roku odbył podróż naukową do Grecji, w 1861 – na Monte Baldo we Włoszech, a w 1865 roku do Hiszpanii . W latach 1864–1871 był członkiem i pierwszym przewodniczącym towarzystwa przyrodniczego Naturwissenschaftliche Gesellschaft „Isis“ w Budziszynie. W 1866 roku został wybrany w poczet członków Niemieckiej Akademii Przyrodników Leopoldina (niem. Deutsche Akademie der Naturforscher Leopoldina) . Utrzymywał kontakty z niemieckimi entomologami Carlem Augustem Dohrnem (1806–1892) i J.Ch.F. Märklem (1790–1860), korespondował z Wilhelmem Gottliebem Rosenhauerem (1813–1881), J.M.Ch. Schiødtem (1815–1884) i Ch.W.L.E. Suffrianem (1805–1876). Był członkiem Société Entomologique de France, Schweizerische Entomologische Gesellschaft i Société Linnéenne de Lyon.
Uznanie przyniosła mu kontynuacja dzieła Wilhelma Ferdinanda Erichsona (1809–1849) – Naturgeschichte der Insekten Deutschlands – Naturgeschichte der Insekten Deutschlands. 1. Abteilung Coleoptera. Opisał tu 19 rodzin owadów: bogatkowate, goleńczykowate, podrywkowate, Cerophytidae, sprężykowate, popielichowate, wyślizgowate, Psephenidae, Eucinetidae, karmazynkowate, rozgniotkowate, świetlikowate, omomiłkowate, ślimacznikowate, Melyridae, Phloiophilidae, kistnikowate, przekraskowate i drwionkowate. Był autorem ponad 80 artykułów fachowych i postrzegany był jako jeden z najwybitniejszych niemieckich koleopterologów XIX wieku.
Zmarł 18 marca 1880 roku w Dreźnie.

## Publikacje
Wybór publikacji za Klausnitzer (2020):
- 1843 – Ueber einige Myrmecophilen, [w:] „Entomologische Zeitung Stettin” 4, 10, s. 306–310
- 1843 – Beiträge zur Monographie der Gattung Heterocerus, [w:] „Germars Zeitschrift für die Entomologie” 4, s. 194–224
- 1844 – Beiträge zur Monographie der Gattung Heterocerus – Nachträge und Berichtigungen., [w:] „Germars Zeitschrift für die Entomologie” 5, s. 480–482
- 1849 – Verzeichniss der im Königreiche Sachsen vorkommenden Sphexartigen Insecten, [w:] „Entomologische Zeitung Stettin” 10, s. 86–92
- 1851 – Revision der Käfergattung Heterocerus, [w:] „Linnaea entomologica” 5, s. 281–300
- 1852 – Beiträge zu einer Monographie der Malthinen, [w:] „Linnaea entomologica” 7, s. 239–324
- 1859 – Beitrag zur Käfer fauna Griechenlands. Fünftes Stück: Elateridae, Dascillidae, Malacodermata, [w:] „Berliner Entomologische Zeitschrift” 3, s. 17–34
- 1863 – Naturgeschichte der Insecten Deutschlands, begonnen von Dr. W. F. Erichson, fortgesetzt von Prof. Dr. H. Schaum, Dr. G. Kraatz und H. v. Kiesenwetter. Erste Abtheilung Coleoptera, Vierter Band, Berlin, Nicolaische Verlagsbuchhandlung, vi + 745 + (1) pp. Cyphonidae: 394–422, 719–721
- 1871 – Beiträge zur Kenntniss der MalacodermenFauna von Corsica, Sardinien und Sicilien, [w:] „Berliner Entomologische Zeitschrift” 15, s. 75–86
- 1871 – Uebersicht der europäischen HelodesArten, [w:] „Berliner Entomologische Zeitschrift” 15, s. 87–88
- 1874 – Die Malacodermen Japans nach dem Ergebnisse der Sammlungen des Herrn G. Lewis während der Jahre 1869–1871, [w:] „Berliner Entomologische Zeitschrift” 18, s. 241–288, [Scirtidae: 243–245]

## Członkostwa
- 1866 – członek Niemieckiej Akademii Przyrodników Leopoldina (niem. Deutsche Akademie der Naturforscher Leopoldina)